# کلومازون
کلومازون (به انگلیسی: Clomazone) با فرمول شیمیایی C۱۲H۱۴ClNO۲ یک ترکیب شیمیایی با شناسه پاب‌کم ۵۴۷۷۸ است؛ که جرم مولی آن ۲۳۹٫۶۹۸۰۶ g/mol می‌باشد.